# Olympische Jugend-Sommerspiele 2018/Teilnehmer (St. Lucia)
| Gelbes Symbol für Goldmedaillen mit stilisierten Olympischen Ringen | Graues Symbol für Silbermedaillen mit stilisierten Olympischen Ringen | Braundes Symbol für Bronzemedaillen mit stilisierten Olympischen Ringen |
| ------------------------------------------------------------------- | --------------------------------------------------------------------- | ----------------------------------------------------------------------- |
| —                                                                   | 1                                                                     | —                                                                       |

Die Jugend-Olympiamannschaft aus Saint Lucia für die III. Olympischen Jugend-Sommerspiele vom 6. bis 18. Oktober 2018 in Buenos Aires (Argentinien) bestand aus drei Athleten.

## Athleten nach Sportarten

### Leichtathletik
| Mädchen - Julien Alfred 100 m: Silber | Jungen - Shelton St. Rose 100 m: 12. Platz |

### Schwimmen
Jungen
- Jayhan Odlum-Smith
100 m Freistil: 38. Platz
50 m Schmetterling: 38. Platz